# Markaryds distrikt
Markaryds distrikt är ett distrikt i Markaryds kommun och Kronobergs län. Distriktet ligger i och omkring Markaryd. 

## Tidigare administrativ tillhörighet
Distriktet inrättades 2016 och utgörs av det område som Markaryds köping omfattade till 1971 som 1960 helt införlivat  Markaryds socken.
Området motsvarar den omfattning Markaryds församling hade 1999/2000.